# Shinryaku! Ika Musume
Shinryaku! Ika Musume (Japans: 侵略!イカ娘) (letterlijk vertaald: Overheers! Inktvis-dochter) met als ondertitel "De indringer komt uit de bodem van de zee!" is een komische mangaserie van de Japanse artiest Masahiro Anbe. De publicatie startte in 2007 in de 35ste uitgave van het weekelijkse mangamagazine Weekly Shōnen Champion

.
De serie werd door studio Diomedéa (voorheen Studio Barcelona) onder leiding van Tsutomu Mizushima omgezet naar een anime-tv-serie en uitgezonden op TV Tokyo tussen oktober en december 2010. De tv-serie volgt hetzelfde plot als de mangaversie. Een vervolg met de titel 'Shinryaku!? Ika Musume' werd in Japan uitgezonden tussen september en december 2011. OVA's werden uitgebracht in augustus 2012, juni 2013 en september 2014. In Amerika werd seizoen 1 van de anime nagesynchroniseerd in het Engels en kreeg het de titel 'Squid Girl'. Media Blasters kocht ook de rechten om seizoen 2 te vertalen maar heeft laten weten dit niet meer te willen doen.

## Verhaal
Ika Musume is half mens en half inktvis. Ze woonde haar hele leven in de zee, maar ze is het zat geworden dat mensen zo veel afval in zee dumpen. Ze besluit aan land te gaan en de mens haar slaaf te maken. Op het strand ziet ze een restaurant en ze besluit dit met geweld over te nemen. De 2 medewerkers blijken echter te sterk voor haar en nadat ze schade aan het gebouw heeft toegebracht wordt ze verplicht om in het restaurant te werken om de schade af te betalen. Omdat ze niets weet over mensen, hun tradities en hun omgangsvormen komt ze regelmatig in komische en gekke situaties terecht.
Shinryaku! Ika Musume is een episodische anime, wat wil zeggen dat er geen echte verhaallijn is die van aflevering naar aflevering getild wordt. De serie is opgebouwd als een serie van komische sketches waarvan de meeste ongeveer een halve aflevering duren (± 12 minuten).

## Hoofdpersonen
Ika Musume ziet er voor het grootste deel uit als een gewoon meisje. Op haar hoofd heeft ze echter in plaats van haar meerdere blauwe tentakels. Ze kan deze onafhankelijk van elkaar bewegen en ze zijn sterk genoeg om bijvoorbeeld een mens op te tillen. Andere inktviseigenschappen die ze bezit zijn dat ze licht kan geven en dat ze inkt uit haar mond kan spugen. Uiteraard kan ze ook onder water adem halen. In de Japanse versie eindigt ze vrijwel iedere zin met de uitspraak 'de geso', wat zoiets betekent als 'tentakel'. In de Engelse versie is dit vervangen door verschillende woordgrappen. Ika Musume is erg naïef en begrijpt niets van mensen. Ze is verslaafd aan garnalen en computerspellen. Ondanks dat ze komt werken in het restaurant blijft ze mensen wantrouwen en is haar uiteindelijke doel nog altijd om de wereld te domineren. Ondanks dat Ika probeert vol te houden dat mensen slecht zijn en ze de mensen wil onderwerpen wordt ze al snel een hit bij de klanten omdat ze schattig is en met name kinderen zijn helemaal weg van haar.
Eiko Aizawa is een van de twee zusjes die werken bij het restaurant. Ze is een pittige dame die snel uit haar slof kan schieten. Omdat Ika vaak dingen verkeerd doet door haar gebrek aan ervaring met mensen krijgt ze regelmatig ruzie met Eiko. Vaak moet ze Ika dingen uitleggen over hoe de wereld werkt, maar Ika vangt meestal maar de helft op en doet daardoor toch het verkeerde. Eiko is ondanks haar uitbarstingen erg gesteld op Ika en laat haar bijvoorbeeld spelen op haar spelcomputer. Later in de serie mag ze zelfs bij Eiko komen wonen.
Chizuru Aizawa is de chef van het restaurant en de zus van Eiko. Ze kookt voornamelijk rijstgerechten met veel vis of garnalen. Ze komt heel rustig over en verheft nooit haar stem. Ze heeft echter een duistere kant wanneer mensen haar of haar familie aanvallen. Wanneer Ika Musume aan land komt en het restaurant op stelten zet is het Chizuru die Ika Musume de baas is. Na overleg met Eiko besluit Chizuru Ika Musume aan te nemen als serveerster omdat haar tentakels handig zijn om tafels snel af te ruimen en meerdere borden tegelijk te dragen.
Sanae Nagatsuki is een vriendin van Eiko die regelmatig bij het restaurant komt eten. Vanaf het eerste moment dat ze Ika Musume ziet is ze volledig geobsedeerd met haar schattigheid en probeert ze Ika Musume constant te knuffelen of foto's van haar te maken. Ika is hier niet van gediend en slaat Sanae meestal weg met haar tentakels. Sanae geniet echter zichtbaar van de aframmelingen die ze regelmatig krijgt van Ika.